# Studierendengemeinde
Eine Studierendengemeinde (auch Hochschulgemeinde oder  Studentengemeinde) ist eine christliche Gemeinde, die speziell offen ist für Studenten oder andere Angehörige wissenschaftlicher Hochschulen. 
An den meisten deutschen Hochschulstandorten existieren solche Gemeinden als Einrichtungen der katholischen Kirche (KHG oder KSG) oder der jeweiligen evangelischen Landeskirche (ESG). Hießen fast alle diese Gemeinden ursprünglich Studentengemeinde, so wurden die katholischen Gemeinden seit den 1970er Jahren zumeist in Hochschulgemeinde umbenannt, um deutlich zu machen, dass sie für alle Hochschulangehörigen offen seien. Wo zwei katholische Gemeinden an einem Ort sind, hat die Gemeinde für die Fachhochschule zumeist den Titel Studentengemeinde (KSG) beibehalten. Wie die evangelischen Gemeinden (ESG) wurden diese später v. a. in Westdeutschland umbenannt in  Studierendengemeinde, mit der Absicht der Geschlechtergerechtigkeit.
In der Schweiz werden die katholischen Hochschulgemeinden häufig (siehe insbesondere Zürich und Bern) auch aki genannt. Aki steht für Katholisches Akademikerhaus.
In der Regel sind Studentengemeinden nicht selbständige Kirchengemeinden im kirchenrechtlichen Sinn, sondern formale Einrichtungen der Landeskirchen, Kirchenkreise/Dekanate oder katholischen Diözesen. Daher werden sie als Paragemeinden bezeichnet. Manche Gemeinden haben eine ausgeprägte Gemeindestruktur mit differenzierten Gremien, andere sind eher von Hauptamtlichen geprägte Einrichtungen ihrer Kirchen. 
An verschiedenen Standorten schließen sich auch muslimische Studenten zu Hochschulgemeinden zusammen.

## Weitere christliche Hochschulgruppen
Neben den Studentengemeinden existieren weitere christliche Hochschulgruppen. Allen voran die Studentenmission in Deutschland (SMD) mit rund 80 Ortsgruppen, Campus für Christus mit 25 Gruppen, Studenten für Christus mit 13 Gruppen, Navigatoren mit 6 Gruppen und 5 Hochschulbibelkreise des Deutschen Christlichen Techniker-Bunds. Die 1949 gegründete Studentenmission in Deutschland sieht sich ebenso wie die Evangelische Studierendengemeinde in der Tradition der 1938 von den Nationalsozialisten verbotenen Deutschen Christlichen Studentenvereinigung (DCSV) stehend.